# Acerentomon microrhinus
Acerentomon microrhinus är en urinsektsart som beskrevs av Berlese 1909. Acerentomon microrhinus ingår i släktet Acerentomon och familjen lönntrevfotingar. Inga underarter finns listade i Catalogue of Life.